# Xylosma luzonensis
Xylosma luzonensis är en videväxtart som beskrevs av Dominique Clos. Xylosma luzonensis ingår i släktet Xylosma och familjen videväxter. Inga underarter finns listade i Catalogue of Life.